# Museu de Medicina
O Museu de Medicina, atualmente desativado, teve origem na importante necessidade de reunir e preservar peças que durante muitos anos se encontraram dispersas pelos diversos institutos da faculdade de modo a que o público pudesse usufruir delas. 

## História
A Faculdade de Medicina da Universidade de Lisboa foi criada, formalmente, em 1911, embora o ensino de medicina em Portugal remonte ao século XIII. Foi grande o contributo desta escola médica para o avanço da medicina em Portugal, sendo que na história desta instituição constam nomes como Garcia de Orta, Manoel Constâncio, José Lourenço da Luz Gomes, Sousa Martins, Ricardo Jorge, Miguel Bombarda, Mark Athias, Henrique de Vilhena, Francisco Gentil, Francisco Pulido Valente, Augusto Celestino da Costa, Egas Moniz, Reynaldo dos Santos, Eduardo Coelho e Carlos Caldas, entre muitos outros. Assim se compreende que a Faculdade de Medicina da Universidade de Lisboa seja detentora de um vasto património, constituído por peças de interesse técnico e científico mas que acima de tudo marcam períodos da história da medicina em Portugal, espelhando o trabalho e empenho que ao longo dos anos permitiram a construção de conhecimento e a evolução.
Em Setembro de 2003, a necessidade de reorganizar o Núcleo Museológico, tarefa atribuída pela direcção da Faculdade de Medicina da Universidade de Lisboa a Manuel Valente Alves. Nesta sequência, em Fevereiro de 2005 o Núcleo Museológico é convertido em Museu de Medicina, segundo um projecto museológico de Manuel Valente Alves, nessa data nomeado seu director, e cujo principal objectivo seria revisitar a história da medicina em Portugal contribuindo, simultaneamente, para o ensino e investigação. 
Essa estrutura museológica foi entretanto desativada, e, em 2013, a Faculdade de Medicina da Universidade de Lisboa e o Museu Nacional de História Natural e da Ciência estabelecem um protocolo de cooperação de longa duração tendo em vista:
A conservação, o estudo, a valorização e a acessibilidade das coleções histórico-científicas da Faculdade, em dois núcleos distintos, um no Museu e outro na Faculdade;
O depósito de parte destas coleções no Museu;
A colaboração na formação museológica e na divulgação do património.

## Exposições
A primeira exposição do Museu de Medicina, denominada "Passagens - 100 peças para o Museu de Medicina", decorreu de 24 de Fevereiro a 30 de Abril de 2005 no Museu Nacional de Arte Antiga, em Lisboa. Desta exposição constavam precisamente 100 peças provenientes dos vários laboratórios, institutos e clínicas universitárias da Faculdade de Medicina da Universidade de Lisboa, entre os quais modelos anatómicos, preparações humanas, instrumentos médicos de observação, imagens médicas, entre outros, mesclados com pinturas, esculturas e peças de artes decorativas.
Em 2006-2007, colaborou na exposição "Fundação Calouste Gulbenkian - 50 Anos ao Serviço da Saúde" na sede da Fundação Calouste Gulbenkian em Lisboa, através do empréstimo de peças da sua colecção.
Em 2008, o Museu de Medicina contribuiu com peças da sua colecção para a exposição "Medicina e saúde no Brasil e Portugal - 200 anos de história", patente de 7 de Julho a 7 de Setembro no Museu Histórico Nacional, no Rio de Janeiro e posteriormente (entre 5 de Novembro de 2008 e 4 de Janeiro de 2009), para a exposição "Saúde e Medicina em Portugal e no Brasil - 200 anos", no Museu de Ciência da Universidade de Lisboa.
Em 2011, colaborou na exposição "CorpoIMAGEM - Representações no Corpo na Ciência e na Arte", patente no Pavilhão do Conhecimento desde 12 de Fevereiro. Esta exposição, inserida no contexto das comemorações de 100 anos da Universidade de Lisboa, da Faculdade de Ciências de Lisboa e da Faculdade de Medicina de Lisboa, mostrava diversas representações do corpo humano desde o século XIX até à actualidade, relatando a evolução que se sentiu do ponto de vista não só das artes plásticas, mas também da ciência.
Ainda em 2011, produziu a exposição "Gabinete de Anatomia - Arpad, Vieira e os desenhos anatómicos do Museu de Medicina" e os encontros "Anatomias Cruzadas", que decorreram na Fundação Arpad Szenes-Vieira da Silva, em Lisboa, de 6 de Maio a 25 de Setembro, com o apoio da Reitoria da Universidade de Lisboa e da Fundação Calouste Gulbenkian, no quadro das comemorações dos centenários da Faculdade de Medicina e da Universidade de Lisboa. A exposição cruzava desenhos anatómicos de Vieira da Silva e de Arpad Szenes com desenhos anatómicos da colecção do Museu de Medicina da Faculdade de Medicina da Universidade de Lisboa.
Em 2012, a exposição "Gabinete de Anatomia - Arpad, Vieira e os desenhos anatómicos do Museu de Medicina" foi apresentada na Casa-Museu Abel Salazar da Universidade do Porto, em São Mamede de Infesta, de 21 de Abril a 20 de Maio. Paralelamente, foi realizado o colóquio "O mundo é feito por nós? - Questionar a arte e a ciência em tempo de crise", uma iniciativa integrada na comemoração do Dia Internacional dos Museus, subordinada ao tema "Museus no mundo em mudança: novos desafios, novas inspirações".
Em 2013, organizou a exposição "Laboratório de Anatomia - Ver e Pensar o Corpo", que decorreu na Reitoria da Universidade de Lisboa, em Lisboa, de 28 de Junho a 13 de Setembro, um projecto que resultou de uma parceria com a unidade curricular de Ciberarte da licenciatura em Pintura da Faculdade de Belas-Artes de Lisboa, com a colaboração da Fundação Arpad Szenes - Vieira da Silva e do European Joint Congress of Clinical Anatomy 2013, promovida pela Reitoria da Universidade de Lisboa. A exposição ligava representações gráficas da primeira metade do século XX com interpretações artísticas do presente, juntando num mesmo projecto realidade e imaginação, arte e ciência.
Ainda em 2013, o Museu de Medicina colaborou na edição do livro Anatomia - Arte e Ciência, com textos de João Lobo Antunes e Manuel Valente Alves e imagens de desenhos anatómicos da colecção do Museu de Medicina, em parceria com a Fundação Champalimaud e a editora Althum.com.

## Investigação e Ensino
O Museu da Medicina colaborou na organização da disciplina de História da Medicina leccionada na Faculdade de Medicina da Universidade de Lisboa.
No campo da investigação o Museu de Medicina participou em projectos com o Centro de Filosofia da Universidade de Lisboa e com o Centro de Filosofia das Ciências da Universidade de Lisboa. Destaca-se a participação no projecto "Filosofia, Medicina e Sociedade" e "Literatura Médica e representações do corpo do século XVI ao século XIX" do Centro de Filosofia da Universidade de Lisboa com a colaboração da Biblioteca Nacional de Portugal. Destaca-se ainda a colaboração no projecto 'A Imagem na Ciência e na Arte', que contou com a participação de instituições como a Faculdade de Belas-Artes da Universidade de Lisboa, a Faculdade de Ciências Sociais e Humanas da Universidade Nova de Lisboa e a Faculdade de Letras da Universidade de Lisboa, através do qual foi estudada e inventariada a totalidade da colecção de desenhos anatómicos do Museu de Medicina, composta por mais de um milhar de peças.
O Museu de Medicina também participou na organização dos seguintes eventos científicos: Vesalius – A Redescoberta da Anatomia, Faculdade de Medicina da Universidade de Lisboa, 2009 (em parceria com o Centro de Filosofia das Ciências da Universidade de Lisboa); European Association of History of Medicine and Health Conference 2013, Escola Nacional de Saúde Pública, Lisboa, 2013 (em parceria com a European Association of History of Medicine and Health/Wellcome Trust e a Universidade de Évora).

## Publicações
- Manuel Valente Alves; António Barbosa (editores). Circulação. Lisboa, Museu de Medicina FMUL, 2004. ISBN 978-989-616-442-3
- Manuel Valente Alves (editor). Guia da Exposição Passagens. Lisboa, Museu de Medicina da FMUL/Museu Nacional de Arte Antiga, 2005
- Manuel Valente Alves (editor). Passagens. Lisboa, Museu de Medicina da FMUL/Museu Nacional de Arte Antiga, 2005. ISBN 972-9349-20-7
- Manuel Valente Alves. Gabinete de Anatomia. Lisboa, Museu de Medicina da FMUL/ Museu Nacional de Arte Antiga, 2011. ISBN 978-972-9349-24-9
- João Lobo Antunes; Manuel Valente Alves. Anatomia - Arte e Ciência. Lisboa, Museu de Medicina da FMUL/ Fundação Champalimaud/ Althum, 2013. ISBN 978-989-683-043-4[9]